# Egzit 08
Egzit 08 je trajao od 10. do 13. jula 2008. godine, a nastupilo je oko 600 izvođača na 25 festivalskih bina. Za četiri dana Petrovaradinsku tvrđavu je posetilo preko 160.000 ljudi među kojima su veliki procenat činili stranci (naročito iz Velike Britanije i Kanade). Kamp za posetioce je bio otvoren deset dana (7-16. jula), a postavljena je i posebna bina na plaži pored Dunava. Drugu godinu za redom, kao sredstvo plaćanja su korišćeni Tokeni. Ove godine udruženje Egzit je organizovalo i Internacionalni festival filma i novih medija pod nazivom „SinemaSiti“ (engl. CinemaCity) koji je održan u periodu od 14. do 21. juna. Britanski list Gardijan je Egzit svrstao u 12 najpoželjnijih destinacija za putovanje u 2008. godini.
Pored muzike, velika pažnja je posvećena i drugim sadržajima. Na sceni Agora su održavane tribine čija je centralna tema bila priključenje Srbije Evropskoj uniji, dok je Studentska Unija Srbije na bini pod nazivom SUS organizovala predavanja o programima studentske razmene i stipendiranja, principima Bolonjske deklaracije, školu novinarstva itd. Na Sajmu nevladinih organizacija svoj program je predstavilo 86 domaćih i inostranih organizacija.
Počeo je sa radom i novi sajt  koji je posvećen boravku turista u Novom Sadu, njihovom smeštaju, prevozu i zabavi za vreme i nakon Egzita. Radi se o prvom zvaničnom turističkom sajtu festivala, koji je podržalo i Ministarstva turizma Republike Srbije. Jedna od novina je i Vojvodina mjuzik stejdž na kome je preovladavao zvuk tradicionalne vojvođanske muzike, odnosno tamburica.
Festival je počeo 10. jula akrobatskim spektaklom grupe „Stars“, koja je mlaznim avionima letela nebom iznad grada i tvrđave. Ubrzno nakon toga počeo je nastup grupe Najtviš, nakon čega su usledili vatromet i grupa Nerd. Na Dens areni su nastupali Sven Vet, Fransoa Kevorkjan i druga poznata imena.
Zvezde druge večeri su bili Gosip, Pol Veler, Prajmal skrim i Roni Sajz na Glavnoj bini, odnosno Tiga, Soulvaks i Loran Garnije na Dens areni. Veliku pažnju publike je izazvao i rege muzičar Džentlemen na Fjužen sceni.
Trećeg dana su nastupali Baterija sambansa, Gogolj bordelo, Afrika bambata i francusko-španski muzičar Manu Čao. Zvezde Dens arene su bili Kruder end Dorfmajster i švedski producent i di-džej Aksvel. U jutarnjim časovima 13. jula u kampu je došlo do nesreće kada je grana pala na šatore gostiju i tom prilikom usmrtila 28-godišnju Jelenu Matić i povredila dvoje makedonskih državljana.
Poslednji dan festivala je protekao u znaku pank i rok muzike, a veliku pažnju su izazvali Seks pistolsi, Pekinška patka, Hajvs, Ministri, Kud Idijoti, Marki Ramoun, Disciplina kičme, dok je na Dens areni Marko Nastić zatvorio ovogodišnji Egzit.
Za više informacija o samom festivalu, pogledajte članak Egzit.

## Izvođači i bine
|  |  | Izvođači | Scene |

## Spoljašnje veze
- Zvanični sajt festivala

## Istorija
|  | Istorija festivala2000 • 2001 • 2002 • 2003 • 2004 • 2005 • 2006 • 2007 • 2008 • 2009 • 2010 • 2011 • 2012 |